# جون تيريل
جون تيريل (17 أغسطس 1942 - 4 أكتوبر 2018) (بالإنجليزية: John Tyrrell)‏ عالم موسيقى بريطاني.

## مسيرته
درس في جامعات كيب تاون وأكسفورد وبرنو. كان محاضرًا في الموسيقى بجامعة نوتنغهام (1976)، وأصبح قارئًا في دراسات الأوبرا (1987) وأستاذًا (1996). 
من عام 1996 إلى عام 2000، عمل محررا تنفيذيا للطبعة الثانية من قاموس (The New Grove Dictionary of Music and Musicians). من عام 2000 إلى عام 2008، عمل أستاذاً للبحوث في جامعة كارديف.
نشر العديد من الكتب عن الموسيقي التشيكي ليوش ياناتشيك، بما في ذلك سيرة من مجلدين.
توفي عام 2018 عن عمر يناهز 76 عامًا.

## روابط خارجية
- جون تيريل على موقع ميوزك برينز (الإنجليزية)